# 博斯比尔
博斯比尔（德語：Bosbüll）是德国石勒苏益格－荷尔斯泰因州的一个市镇。总面积6.33平方公里，总人口220人，其中男性105人，女性115人（2011年12月31日），人口密度35人/平方公里。